# Pláně (district de Plzeň-Nord)
Pour les articles homonymes, voir Pláně.
Pláně (en allemand : Planes) est une commune du district de Plzeň-Nord, dans la région de Plzeň, en Tchéquie. Sa population s'élevait à 268 habitants en 2022.

## Géographie
Pláně est arrosée par la rivière Střela, un affluent de la Berounka, et se trouve à 7 km à l'ouest-nord-ouest de Plasy, à 25 km au nord-nord-ouest de Pilsen et à 92 km au sud-ouest de Prague.
La commune est limitée par Štichovice au nord, par la rivière Střela et les communes de Mladotice au nord-est et de Plasy à l'est et au sud, et par Dražeň et Hvozd à l'ouest.

## Histoire
La première mention écrite de la localité date de 1169, lorsque le roi de Bohême Vladislav II en fait don aux Hospitaliers de l'ordre de Saint-Jean de Jérusalem.

## Administration
La commune se compose de quatre sections :
- Korýtka
- Ondřejov
- Pláně
- Vrážné

## Transports
Par la route, Pláně se trouve à 7 km de Plasy, à 29 km de Plzeň et à 104 km de Prague. 